# Guitar Hero: Metallica
Guitar Hero: Metallica är ett musikspel utvecklat av Neversoft samt Budcat Creations och publicerades av Activision. Spelet släpptes i Europa den 22 maj 2009 på PlayStation 2, PlayStation 3, Xbox 360, och Wii. I Nordamerika släpptes PS3- och 360-versionerna den 29 mars 2009.
Guitar Hero: Metallica är det andra spelet i Guitar Hero-serien att fokusera till stor del på ett enskilt band, liksom det tidigare släppta Guitar Hero: Aerosmith. Spelet är baserat på Guitar Hero World Tour. Det finns också dubbla baskaggepedaler i spelet.

## Gitarrstrider
I Guitar Hero: Metallica finns det, precis som i Guitar Hero III: Legends of Rock och Guitar Hero: World Tour, gitarrstrider. Gitarrstriderna är baserade på Guitar Hero III: Legends of Rock, fast man har bytt namn på vissa attacker. Man har döpt om dem till namn på olika Metallica-låtar. Till exempel, Fade to Black gör så att motståndarens "fretboard" blir helt svart en stund, Ride the Lightning är baserad på Amp overload från Guitar Hero III: Legends of Rock och Trapped under ice fryser whammy baren.

## Platser
Precis som i Guitar Hero: Aerosmith finns det riktiga platser där Metallica har gett konserter. Platser som The Stone nightclub i San Francisco, Hammersmith Odeon, Tushino Airfield i Moskva och The Forum i Los Angeles.

## Låtlista
| År   | Låttiel                       | Artist                               | Nivå / Plats            |
| ---- | ----------------------------- | ------------------------------------ | ----------------------- |
| 2008 | Ace of SpadesC                | Motörhead                            | 5. Damaged Justice Tour |
| 1994 | Albatross                     | Corrosion of Conformity              | 4. Hammersmith Apollo   |
| 2008 | All Nightmare Long            | Metallica                            | 5. Damaged Justice Tour |
| 1982 | Am I Evil?                    | Diamond Head                         | 6. The Meadowlands      |
| 1980 | Armed and Ready               | Michael Schenker Group               | 4. Hammersmith Apollo   |
| 1986 | Battery                       | Metallica                            | 6. The Meadowlands      |
| 2007 | Beautiful Mourning            | Machine Head                         | 7. Donington Park       |
| 2008 | The Black River               | The Sword                            | 5. Damaged Justice Tour |
| 2004 | Blood and Thunder             | Mastodon                             | 6. The Meadowlands      |
| 1976 | The Boys Are Back in Town     | Thin Lizzy                           | 4. Hammersmith Apollo   |
| 2008 | Broken, Beat & ScarredA       | Metallica                            | 9. The Stone Nightclub  |
| 1984 | Creeping Death                | Metallica                            | 6. The Meadowlands      |
| 2008 | CyanideA                      | Metallica                            | 9. The Stone Nightclub  |
| 1994 | Demon Cleaner                 | Kyuss                                | 2. Tushino Air Field    |
| 1986 | Disposable Heroes             | Metallica                            | 7. Donington Park       |
| 1988 | Dyers Eve                     | Metallica                            | 7. Donington Park       |
| 1991 | Enter Sandman                 | Metallica                            | 3. Metallica at Tushino |
| 2008 | EvilB                         | Mercyful Fate                        | 7. Donington Park       |
| 1984 | Fade to Black                 | Metallica                            | 4. Hammersmith Apollo   |
| 1984 | Fight Fire with Fire          | Metallica                            | 7. Donington Park       |
| 1984 | For Whom the Bell Tolls       | Metallica                            | 1. The Forum            |
| 2003 | Frantic                       | Metallica                            | 5. Damaged Justice Tour |
| 1997 | Fuel                          | Metallica                            | 5. Damaged Justice Tour |
| 1978 | Hell Bent for Leather         | Judas Priest                         | 5. Damaged Justice Tour |
| 1983 | Hit the Lights                | Metallica                            | 5. Damaged Justice Tour |
| 1996 | King Nothing                  | Metallica                            | 3. Metallica at Tushino |
| 1986 | Master of Puppets             | Metallica                            | 6. The Meadowlands      |
| 1997 | The Memory Remains            | Metallica                            | 4. Hammersmith Apollo   |
| 1998 | Mercyful Fate                 | Metallica                            | 6. The Meadowlands      |
| 1998 | Mommy's Little Monster (Live) | Social Distortion                    | 5. Damaged Justice Tour |
| 1986 | Mother of Mercy               | Samhain                              | 2. Tushino Air Field    |
| 2008 | My ApocalypseA                | Metallica                            | 9. The Stone Nightclub  |
| 1994 | No ExcusesB                   | Alice in Chains                      | 2. Tushino Air Field    |
| 1999 | No Leaf Clover                | Metallica                            | 3. Metallica at Tushino |
| 1991 | Nothing Else Matters          | Metallica                            | 3. Metallica at Tushino |
| 1988 | One                           | Metallica                            | 5. Damaged Justice Tour |
| 1986 | Orion                         | Metallica                            | 4. Hammersmith Apollo   |
| 1991 | Sad But TrueB                 | Metallica                            | 3. Metallica at Tushino |
| 1983 | Seek & DestroyB               | Metallica                            | 6. The Meadowlands      |
| 1988 | The Shortest Straw            | Metallica                            | 7. Donington Park       |
| 1999 | Stacked Actors                | Foo Fighters                         | 4. Hammersmith Apollo   |
| 1974 | Stone Cold CrazyB             | Queen                                | 6. The Meadowlands      |
| 1986 | The Thing That Should Not Be  | Metallica                            | 8. The Ice Cave         |
| 2001 | Toxicity                      | System of a Down                     | 4. Hammersmith Apollo   |
| 2008 | The day that never comes      | Metallica                            | 9. The stone nightclub  |
| 1973 | Tuesday's Gone                | Lynyrd Skynyrd                       | 2. Tushino Air Field    |
| 1976 | Turn the Page (Live)          | Bob Seger and the Silver Bullet Band | 2. Tushino Air Field    |
| 1991 | The Unforgiven                | Metallica                            | 1. The Forum            |
| 1990 | War Ensemble                  | Slayer                               | 7. Donington Park       |
| 1990 | War Inside My Head            | Suicidal Tendencies                  | 5. Damaged Justice Tour |
| 1986 | Welcome Home (Sanitarium)     | Metallica                            | 4. Hammersmith Apollo   |
| 1991 | Wherever I May Roam           | Metallica                            | 4. Hammersmith Apollo   |
| 1983 | Whiplash                      | Metallica                            | 7. Donington Park       |

- A: Dessa låtar inkluderas bara för PlayStation 2 och Wii. För Xbox 360 och PlayStation 3 är de tillgängliga för nedladdning.
- B: Dessa låtar inkluderas i demon på Xbox 360.
- C: Dessa låtar är inspelade i ny version för spelet[1][2]

## Musikstudio
Precis som i Guitar Hero: World tour finns det en musikstudio, där man skapar sin egen musik. För att förbättra på musikstudion kommer man ha tillgång till gitarrsound från James Hetfields ESP Truckster och Tom Arayas (från Slayer) ESP Bass.
Källa: Gamereactor